# Răchițaua
Răchițaua románul: Răchițaua, falu Romániában, Erdélyben, Hunyad megyében.

## Fekvése
Batrina (Bătrina) mellett fekvő település.

## Története
Răchiţaua korábban Batrina (Bătrina) része volt. 1956-ban vált külön településsé 53 lakossal.
1966-ban 44, 1977-ben 50, az 1992-es népszámláláskor 35 román lakosa volt.